# Haller Park

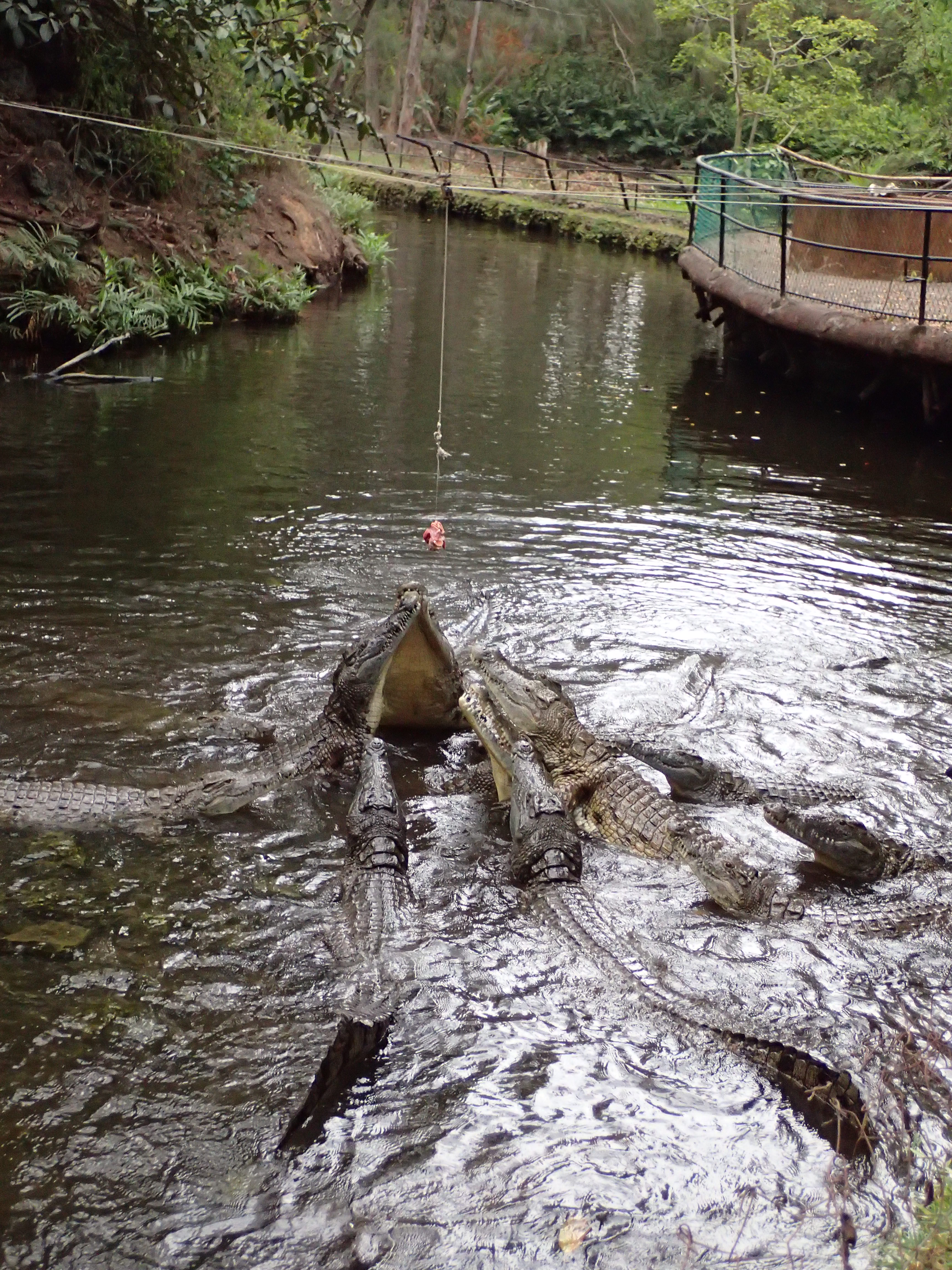
Karmienie krokodyli w Haller Park

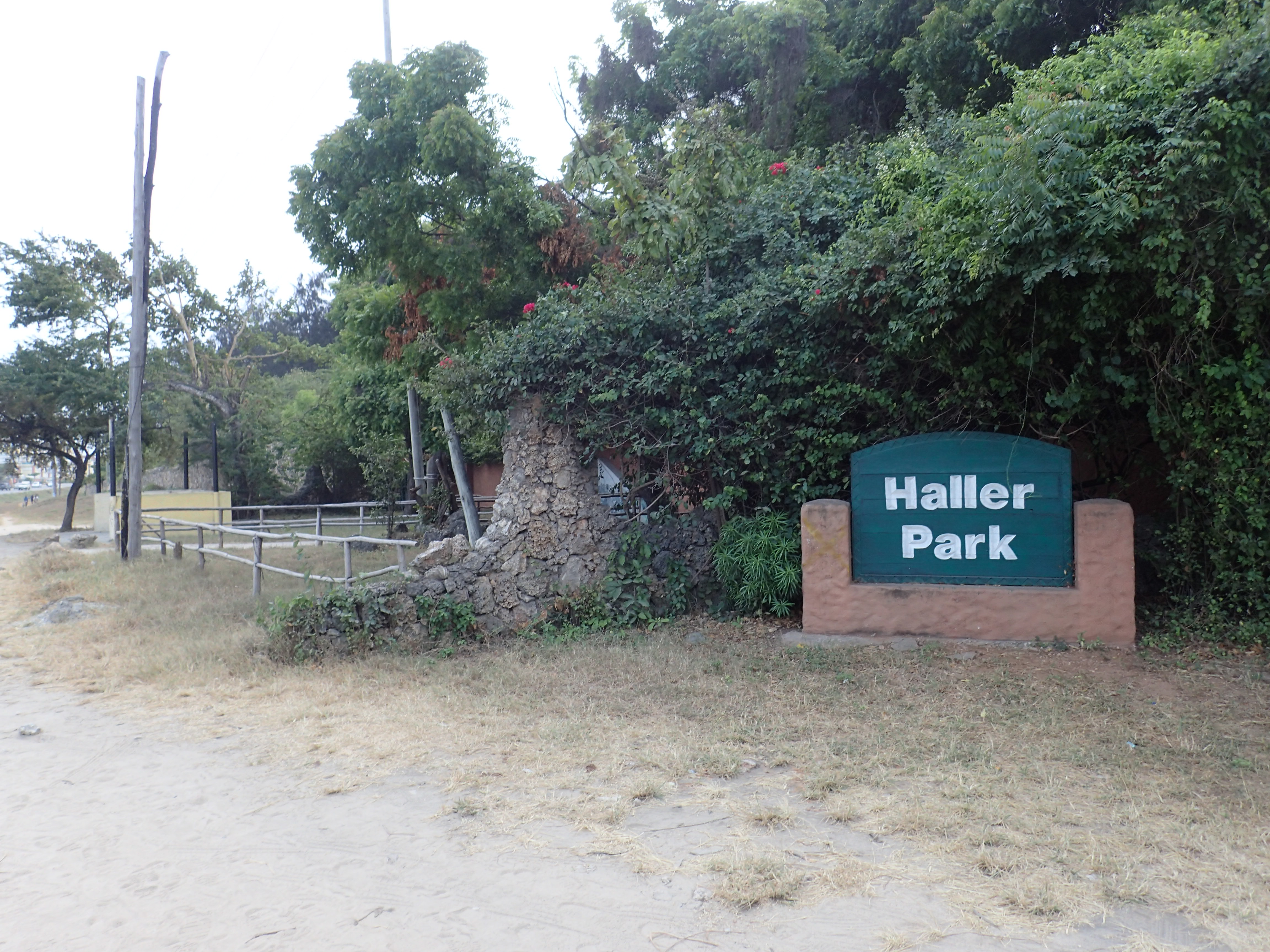
Haller Park

Haller Park – obszar chronionego krajobrazu położony w pobliżu Mombasy w Kenii. 
Działalność uruchomionego w 1954 roku w okolicy Mombasy zakładu produkcji cementu spółki Bamburi Cement oraz intensywne wydobycie wapienia spowodowało znaczną degradację okolicznych terenów. W 1970 Rene Haller, zatrudniony w Bamburi Cement, szwajcarski specjalista w zakresie ogrodnictwa i agronomii, rozpoczął badania możliwości zrewitalizowania nieużytków powstałych na miejscu kamieniołomów wapienia. Zasadził tam drzewa 26 gatunków, ale systemy korzeniowe większości z nich były zbyt słabe, aby utrzymać się na wyjałowionej glebie. Drzewem, które miało szansę utrzymać się w tych warunkach, okazała się pochodząca z Australii iglasta rzewnia. Aby wzmocnić ich system korzeniowy, do gleby dodawano pobieraną z rzewni rosnących w środowisku naturalnym, na wydmach, mieszaninę zawierającą bakterie azotowe.
Kolejnym etapem był wprowadzenie do środowiska Archispirostreptus gigas, krocionoga, który był w stanie żerować na igłach rzewni. Dzięki temu opadłe igły przekształciły się w warstwę próchnicy, która stała się zaczątkiem odnowionej gleby. Po 20 latach 30-metrowe rzewnie zaczęły padać, wzbogacając glebę i robiąc miejsce dla rodzimych gatunków roślin, które były w stanie tam rosnąć i przyciągać owady i ptaki. 
Teren, nazywany dotąd Bamburi Nature Trail, został przekształcony w obszar ochronny (nature park), i nazwany imieniem Rene Hallera. W 1984 roku udostępniono go zwiedzającym. Do roku 2000 w parku wprowadzono ponad 300 gatunków roślin, zaobserwowano występowanie 30 gatunków ssaków i 180 gatunków ptaków. W skład kompleksu wchodzi m.in. ogród botaniczny oraz zoologiczny. 
W latach 2004–2007 jedną z atrakcji parku była para zaprzyjaźnionych ze sobą zwierząt Owen i Mzee (hipopotam nilowy i żółw olbrzymi).